# Terrazoanthus sinnigeri
Terrazoanthus sinnigeri is een Zoanthideasoort uit de familie van de Hydrozoanthidae. De wetenschappelijke naam van de soort is voor het eerst geldig gepubliceerd in 2010 door Reimer & Fujii.